# Аркадий (Ершов)
Архиепископ Арка́дий (в миру Алекса́ндр Па́влович Ершо́в; 15 (27) августа 1878, Кунгур, Пермская губерния — 3 ноября 1937, Кемеровская область) — епископ Русской православной церкви, архиепископ Свердловский.
Причислен к лику святых Русской православной церкви в августе 2000 года.

## Биография
Родился в семье священника. Окончил Пермскую духовную семинарию (1901). В 1902 году рукоположён в сан священника. Служил на разных приходах Пермской епархии: в селе Банновском Кунгурского уезда, в селе Шляпники Ординского уезда. С 1913 года — благочинный 3-го Красноуфимского округа. В 1915 году назначен священником 75-го стрелкового полка, с 1 (14) марта 1917 — благочинный 12-й Сибирской стрелковой дивизии. 20 октября (2 ноября) 1917 эвакуирован по болезни и прибыл к месту своего служения в село Стефановское Пермской епархии. В 1918 году овдовел.
Служил настоятелем в церкви Всех Святых города Кунгура. Активно выступал против обновленческого движения. В 1923 году был избран председателем епархиального совета, на собрании православного духовенства и мирян рекомендован патриарху Тихону для назначения на должность епископа Кунгурского, викария Пермской епархии. Постановлением патриарха Тихона и Священного синода от 22 марта 1924 года был пострижен в мантию, возведён в сан архимандрита.
С 30 марта 1924 года — епископ Кунгурский, викарий Пермской епархии. С 28 июля 1924 года — временно управляющий Свердловской (Екатеринбургской) епархии.
Как следует из доклада уполномоченного по Екатеринбургской обновленческой епархии И. Н. Уфимцева от 3 сентября 1924 года: «За июль-август в положении епархии произошли значительные перемены. До этого времени тихоновщина открыто проявлялась только в Тагиле и Шадринске. <…> К июлю месяцу Тихоновский влияние сильно распространилось и затронуло самый епархиальный город. <…> Уклонились в тихоновщину даже те общины, кои были зарегистрированы по Синодальному уставу. В настоящее время по всей епархии идет тихоновская агитация, и положение настолько серьёзно, что возможен уклон в тихоновщину всей епархии. По селам ездят агитаторы (по преимуществу монашествующие) и без помощи совершают свое злое дело. Духовенство отказывается страдать и везде уступает. Гражданская власть держится политики невмешательства. Все городские приходы с причтами присоединились к тихоновскому епископу Аркадию, проживающему в г. Кунгуре Пермской епархии. Верною Синоду осталась одна приходская община Св.-Духовская со своим причтом и пока выдерживает натиск тихоновщины, но устоит ли — поручиться нельзя».
Благодаря деятельности епископа Аркадия Екатеринбургский, Нижнетагильский и Шадринский округи стали опорой патриарха Тихона на Урале. Много проповедовал, участвовал в диспутах с атеистами. С 1925 года — епископ Кунгурский (на самостоятельной кафедре). С февраля 1927 года вновь временно управляющий Свердловско-Ирбитской епархией. Поддерживал митрополита Сергия (Страгородского).
С 23 января 1929 года — епископ Омский. Прибыл в Омск в марте 1929 года. С 23 октября 1930 года — епископ Чебоксарский.
С ноября 1931 года — епископ Свердловский и Ирбитский. Через две недели арестован и этапирован в Омск, где приговорён к трём годам ссылки в Казахстан. В апреле 1935 года освобождён. Тогда же возведён в сан архиепископа. Был отстранён от церковного управления, не допущен к месту своего архиерейского служения — в город Свердловск, проживал фактически под домашним арестом в посёлке Балмошная в пригороде города Перми, оставаясь титулованным архиереем Свердловским и Ирбитским.
С 30 сентября 1935 года — архиепископ Мелекесский, управляющий Ульяновской епархией.
29 сентября 1935 года был арестован, приговорён к пяти годам лишения свободы и этапирован в Сибирь. 22 октября 1935 года уволен на покой.

## Последний арест и мученическая кончина
В 1937 году арестован в лагере по обвинению в принадлежности к контрреволюционной группе, состоявшей из епископов и священников, которые якобы вели среди заключённых антисоветскую агитацию. Виновным себя не признал. Тройка УНКВД по Кемеровской области своим постановлением от 28 октября 1937 года приговорила его к расстрелу. Был расстрелян 3 ноября 1937 года в лагере недалеко от Кемерова.
Причислен к лику святых новомучеников и исповедников Российских на Юбилейном Архиерейском соборе Русской православной церкви в августе 2000 года для общецерковного почитания. Место погребения его тела неизвестно.